# Gaurain-Ramecroix
Gaurain-Ramecroix est une section de la ville belge de Tournai, située en Région wallonne dans la province de Hainaut. C'était une commune à part entière avant la fusion des communes de 1977.

## Évolution démographique
- Sources : INS, Rem. : 1831 jusqu'en 1970 = recensements, 1976 = nombre d'habitants au 31 décembre.

## Héraldique
|  | Blasonnement : Écartelé : aux 1 et 4 d'or au lion de gueules couronné d'azur ; aux 2 et 3 de sable au léopard lionné d'argent, lampassé de gueules. Sur le tout : parti : à dextre de gueules à trois lions d'or ; à senestre, coupé : en chef de gueules à deux saumons adossés d'argent, accompagnés de quatre croisettes du même ; en pointe d'azur à la fasce d'argent. - Arrêté royal : 26 octobre 1955 Source du blasonnement : Blason de Gaurain-Ramecroix sur le site Heraldry-wiki.com |

## Liste des bourgmestres de 1830 à 1977
- Joseph Defaux, de 1912 à 1920, (POB).

## Patrimoine et culture

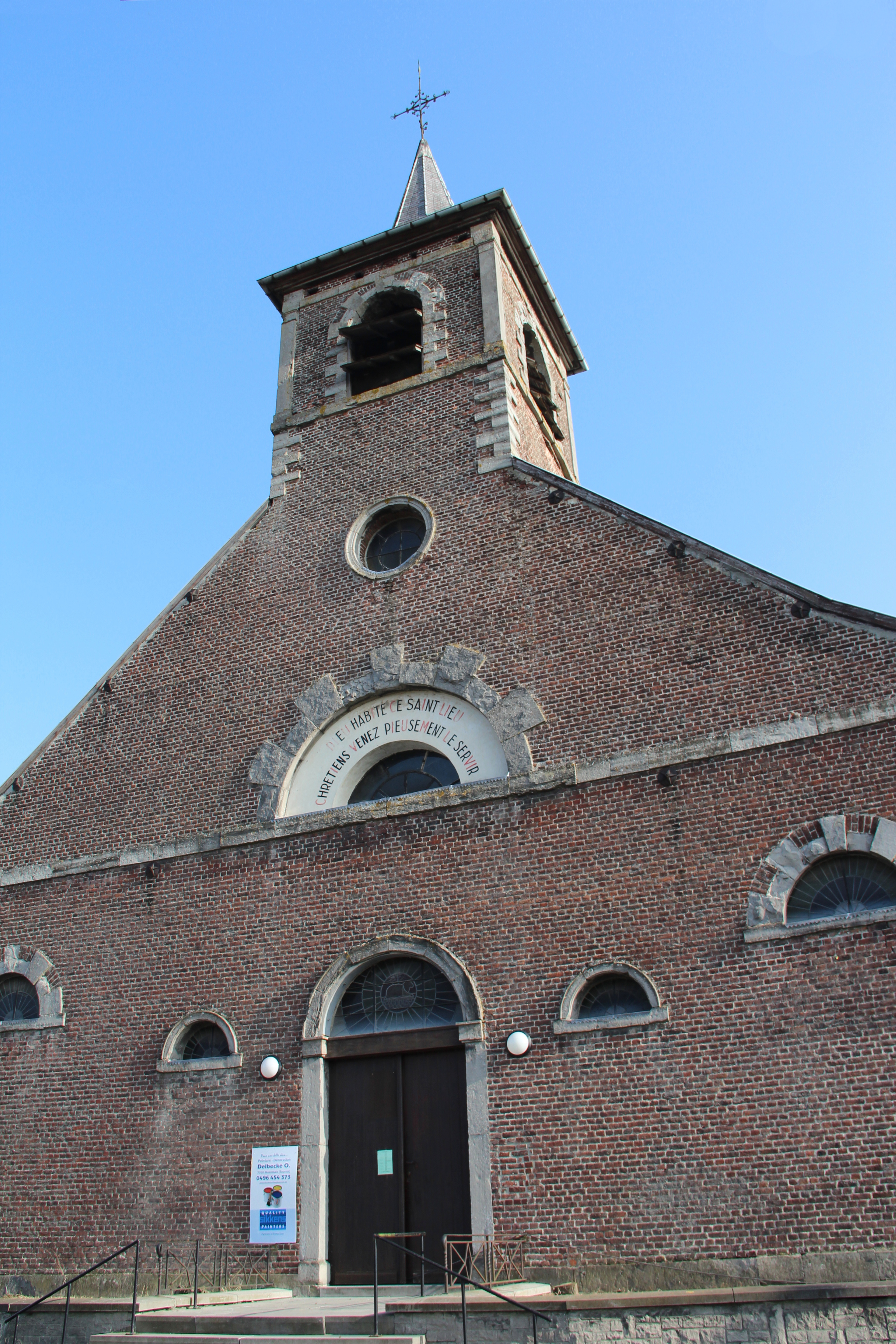
Gaurain, l'église Saint-Vaast (1832).

## Économie
La production d'eau souterraine est assumée par 82 sites débitant annuellement plus d'1 million de m³: parmi ces sites, l'un des plus importants est celui de Gaurain-Ramecroix (6,7 millions de m³). Sur plus de 400 millions de m³ d'eau souterraine produits en Région wallonne.

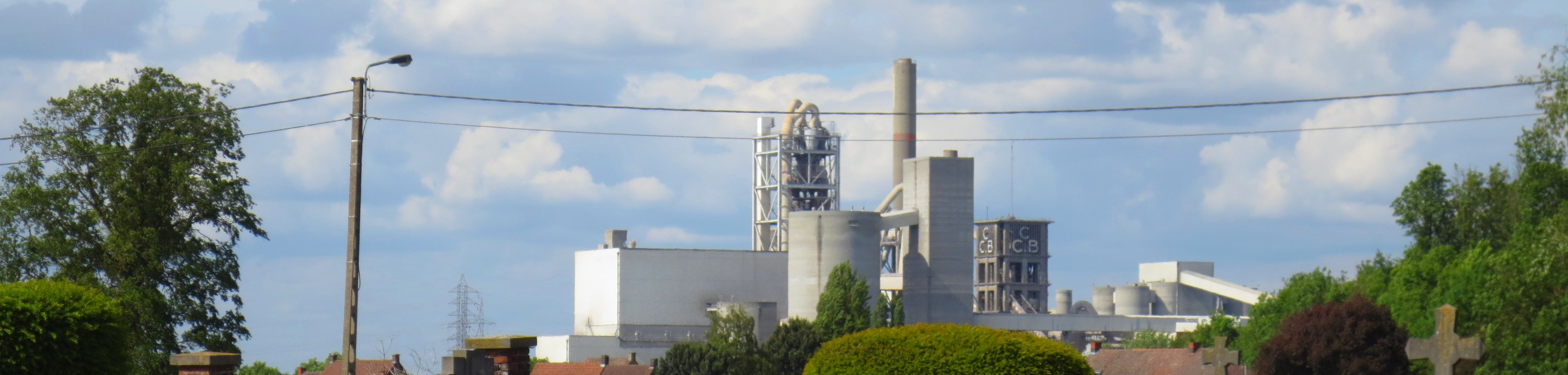
Gaurain.

170 millions de m³ sont exportés par an vers Bruxelles et la Région flamande. On peut avoir ici une idée d'ensemble de cette production d'eau souterraine en Région wallonne.
La ville compte aussi une cimenterie de la Compagnie des Ciments Belges, filiale du groupe italien Cementir Holding.